# Filiolus lopatini
Filiolus lopatini là một loài ruồi trong họ Asilidae. Filiolus lopatini được Lehr miêu tả năm 1967. Loài này phân bố ở vùng Cổ Bắc giới.